# Madelinema angelae
Die Madelinema angelae (benannt nach der australischen Parasitologin Madeline Angel) ist eine Art der Spulwürmer und einziger Vertreter der Gattung Madelinema. Sie sind Parasiten im Dünn- und Dickdarm beim Haubenschlangenadler.

## Merkmale
Die Gattung Madelinema hat die Merkmale der Inglisonematinae. Von der Schwestergattung Inglisonema unterscheiden sie sich durch die gleichen Spicula und die symmetrischen Kaudalflügel.
Männchen von Madelinema angelae sind 2 bis 2,1 mm lang und haben eine maximale Breite von 65 bis 75 µm. Der Ösophagus ist 240 bis 270 µm lang. Der Nervenring liegt 155 bis 168 µm, die Ausscheidungspore 205 bis 220 µm hinter dem Vorderende. Die Seitenflügel beginnen 90 bis 98 µm hinter dem Vorderende und enden nahe der Kloake. Nahe des Genitalsaugnapfs sitzt ein Paar gestielter Papillen, ein weiteres hinter der Kloake. Darüber hinaus gibt es ein Paar seitlich hinter der Kloake und eins am hinteren Randsaum des Genitalsaugnapfs. Ein Paar kleiner sessiler Papillen liegt unmittelbar vor der Kloake, ein weiteres daneben und eins bauchseitig hinter den gestielten Papillen hingter der Kloake, auf welches die papillenartigen Phasmiden, folgen. Der Schwanz ist mit einer Gruppe aus drei Papillenpaaren besetzt und 154 bis 166 µm lang, sein Enddorn 44 bis 50 µm. Der Genitalsaugnapf hat einen Durchmesser von 24 bis 26 µm und liegt 60 bis 65 µm vor der Kloake. Die Spicula sind 105 bis 110 µm lang
Weibchen von Madelinema angelae sind 1,5 bis 2,5 mm lang und haben eine maximale Breite von 50 bis 95 µm, die etwa in der Körpermitte erreicht wird. Der Ösophagus ist 200 bis 300 µm lang. Der Nervenring liegt 135 bis 180 µm, die Ausscheidungspore 156 bis 220 µm hinter dem Vorderende. Die Seitenflügel beginnen 156 bis 220 µm hinter dem Vorderende. Die Vulva liegt 0,75 bis 1,2 mm hinter dem Vorderende. Vor ihr liegen eine Papille bauchseitig, eine hinter ihr linksseitig  und ein oder zwei bauchseitig. Die Eier sind 50–66 × 30–40 µm groß, ihre Schale weist seichte Dellen auf. Der Schwanz ist 140 bis 190 µm lang.